# Kinshuk Mahajan
Kinshuk Mahajan (sinh ngày 17 tháng 4 năm 1986) là một nam diễn viên và người mẫu Ấn Độ được biết đến với vai chính trong các chương trình truyền hình.

## Đầu đời
Mahajan học tại Trường Công lập Delhi, Noida. Sau đó, anh tốt nghiệp Học viện Điện ảnh & Truyền hình Châu Á, Noida, còn được gọi là AAFT.

## Truyền hình
| Năm          | Chương trình               | Vai diễn                                       | Ghi chú   |  |
| ------------ | -------------------------- | ---------------------------------------------- | --------- |  |
| 2007         | Kaajjal                    | Devendra (Dev)                                 | Vai chính |  |
| 2007         | Bhabhi                     | Kamal Thakral                                  |           |  |
| 2007–2008    | Dhoom Machao Dhoom         | Adiraj "Addy" Sherawat                         |           |  |
| 2008–2010    | Sapna Babul Ka...Bidaai    | Ranveer Rajvansh                               | Vai chính |  |
| 2010–2011    | Chand Chupa Badal Mein     |                                                | Vai chính |  |
| 2011–2012    | Afsar Bitiya               | Pintu Singh                                    | Vai chính |  |
| 2014         | Encounter                  | Inspector Vinod More (Episode 13 - Episode 15) |           |  |
| 2014         | Itti Si Khushi             | Abhimanyu Maheshwari                           | Khách mời |  |
| 2014–2015    | Tum Aise Hi Rehna          | Abhimanyu Maheshwari                           | Vai chính |  |
| 2015         | Savdhaan India             | Ashok                                          | [ 7 ]     |  |
| 2016         | Savdhaan India             | Uday                                           | [ 8 ]     |  |
| 2016         | Pyaar Tune Kya Kiya        | Karan                                          |           |  |
| 2016–2017    | Naagin 2                   | Rudra                                          | Vai chính |  |
| 2017         | Jaana Na Dil Se Door       | Vivek                                          |           |  |
| 2017–2018    | Bhutu                      | Aarav Randhawa                                 | Vai chính |  |
| 2018         | Laal Ishq                  | Veer                                           |           |  |
| 2019         | Laal Ishq                  | Suyyash                                        |           |  |
| 2018–2019    | Silsila Badalte Rishton Ka | Ishaan Khanna                                  | Vai chính |  |
| 2019         | Gathbandhan                | Akshay Kapoor                                  |           |  |
| 2019         | Shaadi Ho To Aisi          | Akshay Kapoor                                  | Khách mời |  |
| 2021–present | Pandya Store               | Gautam Pandya                                  | Vai chính |  |